# Mudbound
Mudbound és una pel·lícula dramàtica dirigida per Dee Rees i protagonitzada per Carey Mulligan, Garrett Hedlund, Jason Clarke, Jason Mitchell i Mary J. Blige. Està basada en la novel·la homònima de Hillary Jordan adaptada al cinema pel propi director i per Virgil Williams. La pel·lícula es va estrenar el 21 de gener de 2017 dins del Festival de Cinema de Sundance. Va tenir quatre nominacions en els premis Oscar: a la millor actriu secundària, al millor guió adaptat, a la millor fotografia i a la millor cançó original i dues nominacions al premis Globus d'Or: millor actriu secundària i millor cançó original.

## Argument
L'hivern del 1946, Henry McAllen trasllada la seva dona, Laura, acostumada a viure a ciutat, des de la seva còmoda llar a Memphis, Tennessee, fins a una remota granja que conrea cotó al Delta del Mississippi, un lloc que li resulta estrany i atemoridor. Mentre Henry treballa la terra que estima Laura s'esforça per criar les seves dues filles en una cabana sense electricitat ni aigua corrent, sota la mirada del seu racista sogre. Quan plou, les aigües ho envaeixen tot i s'empassen l’únic pont que permet arribar a la ciutat, deixant la família en un mar de fang.
Mentre els McAllen passen tota mena de proves, dos famosos soldats de la Segona Guerra Mundial tornen a casa seva al Delta. Jamie McAllen és tot el que el seu germà gran Henry no és: encantador, atractiu i conscient de la difícil situació en què viu Laura; Jaimie viu però turmentat pels seus records de combat. Ronsel Jackson, el fill gran dels arrendataris negres que viuen a la granja dels McAllen, també torna a casa després de lluitar contra els nazis amb la brillantor d'un heroi de guerra. De retorn haurà d’enfrontar batalles molt més personals i perilloses contra la intolerància arrelada de els seus propis compatriotes. És la improbable amistat d'aquests dos germans d'armes i les passions que desperten en altres coses que porten la novel·la a la seva tràgica conclusió.

## Repartiment
- Carey Mulligan (Laura McAllan)
- Garrett Hedlund (Jamie McAllan)
- Jason Clarke (Henry McAllan)
- Jason Mitchell (Ronsel Jackson)
- Mary J. Blige (Florence Jackson)
- Jonathan Banks (Pappy McAllan)
- Rob Morgan (Hap Jackson)
- Frankie Smith (Marlon Jackson)
- Kennedy Derosin (Lilly May Jackson)
- Elizabeth Windley (Amanda Leigh McAllan)
- Piper Blaire (Isabelle McAllan)
- Jason Kirkpatrick (Orris Stokes)
- Kerry Cahill (Rose Tricklebank)
- Oyeleke Oluwafolakanmi (Cleve)
- Kelvin Harrison Jr. (Weeks)
- Lucy Faust (Vera Atwood)
- Dylan Arnold (Carl Atwood)
- Samantha Hoefer (Resl)
- Geraldine Singer (Mrs. Chappell)
- Henry Frost (Teddy Chappell)
- Claudio Laniado (Dr. Pearlman)
- Charley Vance (Sheriff Thacker)
- Geraldine Singer (mare de Laura)

## Premis i nominacions
| Premi                     | Categoria                      | Nominats                                                       | Resultats |
| ------------------------- | ------------------------------ | -------------------------------------------------------------- | --------- |
| Premis Oscar              | Millor actriu secundària       | Mary J. Blige                                                  | Nominat   |
| Premis Oscar              | Millor guió adaptat            | Dee Rees i Virgil Williams                                     | Nominat   |
| Premis Oscar              | Millor cançó original          | "Mighty River" – Mary J. Blige, Raphael Saadiq i Taura Stinson | Nominat   |
| Premis Oscar              | Millor fotografia              | Rachel Morrison                                                | Nominat   |
| Premis Globus d'Or        | Millor actriu secundària       | Mary J. Blige                                                  | Nominat   |
| Premis Globus d'Or        | Millor cançó original          | "Mighty River" – Mary J. Blige, Raphael Saadiq i Taura Stinson | Nominat   |
| Premis Black Reel         | Millor Pel·lícula              | Mudbound                                                       | Nominat   |
| Premis Black Reel         | Millor director                | Dee Rees                                                       | Nominada  |
| Premis Black Reel         | Millor actriu                  | Mary J. Blige                                                  | Nominat   |
| Premis Black Reel         | Millor actor secundari         | Jason Mitchell                                                 | Guanyador |
| Premis Black Reel         | Millor actriu secundària       | Mary J. Blige                                                  | Nominat   |
| Premis Black Reel         | Millor director de repartiment | Billy Hopkins i Ashley Ingram                                  | Guanyador |
| Premis Black Reel         | Millor guió                    | Virgil Williams i Dee Rees                                     | Nominat   |
| Premis Black Reel         | Millor cançó original          | "Mighty River", Mary J. Blige, Raphael Saadiq i Taura Stinson  | Guanyador |
| Premis Independent Spirit | Premi Robert Altman            | Repartiment de la pel·lícula                                   | Guanyador |
| Premis Satellite          | Millor pel·lícula              | Mudbound                                                       | Nominat   |
| Premis Satellite          | Millor director                | Dee Rees                                                       | Nominat   |
| Premis Satellite          | Millor actriu secundària       | Mary J. Blige                                                  | Nominat   |